# Burtnieki (novads)
Burtnieki (łot.: Burtnieku novads) – jeden z łotewskich novadsów, funkcjonujący w latach 2009–2021.

## Historia
Novads powstało na terenach należących przed 2009 do rejonów: Valka oraz Valmiera.
W skład novadsu wchodziło miasto sześć pagastsów: Burtnieki, Ēvele, Matīši, Rencēni, Valmiera i Vecate. Jego stolicą została wieś Matīši.
Zlikwidowany w ramach reformy administracyjnej 30 czerwca 2021. Wszedł w całości w skład nowego novadsu Valmiera.